# Красногорська височина

Розташування Красногорської височини

Красного́рська височина́ (рос. Красногорская возвышенность) — височина у верхів'ях річок Чепца та її лівих приток. Розташована у межах Удмуртії та Кіровської області Росії.
Простяглась із заходу на схід, від верхів'їв річки Ухтимка до річки Лоза. На північному схилі беруть початок ліві притоки Чепци, на південному — праві притоки річки Кільмезь. Підвищується із заходу на схід. Максимальна висота — 285 м. На південному сході переходить у Тиловайську височину.
Складена глинами, мергелями і пісками. Рельєф сильно розчленований. Покрита здебільшого хвойними лісами.
| Росія | Це незавершена стаття з географії Росії. Ви можете допомогти проєкту, виправивши або дописавши її. |